# Aeródromo de Pirassununga
Aeródromo de Pirasssununga é o aeroporto da cidade de Pirassununga, no interior do estado de São Paulo e é municipal.

SDPY/***

## Características
Latitude: 22º 1’ 33’’ S - Longitude: 047º 25’ 8’’ W 

Indicação ICAO: SDPY - Horário de funcionamento: diurno 

Código de pista: 1 - Tipo de operação: VFR diurno 

Temp. média: 20 °C 

Distância da Capital (km) - Aérea: 187,2 km - Rodoviária: 206 km 

Distância até o centro da cidade: 2,5 km 

Endereço: Rua Siqueira Campos, 4609 - Zona Sul

## Aeroclube

### Histórico
No dia 17 de Julho de 1942, convidados pelo Senhor Bellarmino Del Nero, na época Prefeito Municipal de Pirassununga, reunira-se, em sua residência, Walfrido de Alcântara e Silva, Emilio Simonetti, Felipe Malaman, Alvarino Bessa, Doutor João Wagmuller, Candido Dias Castejon, Lauro Pozzi e Fernando de Barros Silveira, a fim de deliberarem sobre a fundação, na cidade de Pirassununga, de um Aeroclube com a finalidade de estimular a juventude à prática de voo.
Aos 18 de Setembro de 1942, na residência do Senhor Bellarmino Del Nero em segunda reunião preliminar da comissão organizadora para promover a fundação do Aeroclube, onde ficou resolvido a convocação de uma assembleia na Prefeitura Municipal, a eleição de uma diretoria provisória e uma comissão encarregada de elaborar os estatutos.
Em 22 de setembro de 1942, na sala de seção da Prefeitura Municipal de Pirassununga, realizou-se Assembleia Geral dos interessados na fundação do Aeroclube de Pirassununga, onde foi aprovada a chapa:  Para Presidente Candido Dias Castejon; Vice–Presidente Doutor Lauro Pozzi; Tesoureiro Walfrido de Alcântara e Silva. Esta diretoria tratou da aprovação do estatuto e função da sociedade sempre com a ajuda de Bellarmino Del Nero.
Em 16 de agosto de 1944, reunidos no Clube Pirassununga foi eleita a nova diretoria: Presidente Bellarmino Del Nero, Vice-Presidente Doutor Fernando Costa Filho, Secretario Diogenir Ferreira, Tesoureiro Ernesto Vick, Conselho Fiscal: Doutor João Wegmuller, Eurico Godoy e Farid Elmor. No dia 5 de novembro de 1944, teve início a solenidade de lançamento da pedra fundamental para a construção do hangar.

### Atualmente
O Aeroclube, atualmente, faz parte da história da cidade há mais de 70 anos. Nesse local as pessoas podem realizar o Curso de Piloto privado (PP).
O Aeroclube de Pirassununga é escola de pilotagem aeronáutica, tendo por finalidade principal a formação e treinamento de pilotos civis. Para tanto, obedece o padrão de instrução determinado pela ANAC contando com equipamentos e aeronaves para instrução prática e teórica de seus alunos e pilotos. Os instrutores são credenciados pela ANAC e possuem qualificação. Há ainda a possibilidade de realizar o voo panorâmico e de contratação para filmagens/fotografias aéreas. O local ainda é utilizado como área para a "checagem" de alunos de Cursos de Formação de Pilotos de Helicópteros de outras escolas.
Atualmente, o Aeroclube conta com  uma infraestrutura composta por dois hangares, oficina, uma sala de aula, uma sede social, dependências administrativas, sala de confraternização, pista de 860 x 30 metros, além de uma casa de moradia para Guarda Campo.
No local, em setembro, é realizada a Festa do Aniversário do Aeroclube, com diversas atrações e demonstrações aéreas e terrestres.
No Aeroclube, as aeronaves disponíveis são: Paulistinha CAP-4, Fairchild PT-19, Cessna 152 e Aero Boero AB-180.